# Elsfjorden
Elsfjorden er en fjordarm af Ranfjorden i Vefsn kommune i Nordland fylke i Norge. Fjorden har indløb mellem Hattneset i sydøst og Skarpsundet på vestsiden af Hemneshalvøen i nordvest og går 8 kilometer mod syd til landsbyen Elsfjord i bunden af fjorden. Fra Hattneset går Sørfjorden mos øst til Bjerka.
Nordlandsbanen går langs østsiden af fjorden. På vestsiden  ligger Fuglstranda med Elsfjord naturreservat, et fredet nåleskovsområde.